# Office central pour l'émigration juive à Amsterdam
L'Office central pour l'émigration juive d'Amsterdam (Zentralestelle für jüdische Auswanderung in Amsterdam) a été créé fin mars 1941 sur le même modèle que celui de l'Office central pour l'émigration juive de Vienne .Son siège se trouvait dans un immeuble de la rue van Eeghenstraat à Amsterdam. Les tâches du bureau central consistaient initialement à accélérer l' émigration forcée des Juifs des Pays-Bas . Plus tard, le bureau central a également agi comme un organe exécutif pour les « affaires juives », notamment en organisant les déportations vers les camps de la mort.

## Tâches
La tâche du bureau central est initialement d'accélérer l'émigration forcée des citoyens néerlandais juifs ainsi que celle des réfugiés juifs qui s'y trouvent. Toutes les mesures liées à un hypothétique départ sont coordonnées par le bureau central, qui récolte de multiples renseignements relatifs aux Juifs :  citoyenneté, éventuelle fortune, devises étrangères en leur possession, taxation de leurs biens, etc. ainsi que la délivrance et l'inspection de tous les documents nécessaires. En mai 1941, cependant, seules 200 procédures d'émigration ont été complétées, après quoi l'émigration des Juifs des Pays-Bas est interdite, à quelques exceptions près, avant d'être définitivement interdite par Himmler en décembre 1941. Malgré cette interdiction, le bureau continuera d'exister et ne sera jamais renommé.
Contrairement au bureau central de Vienne et de Prague, aucune caisse d'émigration n'était rattachée au bureau central de l'émigration juive d'Amsterdam. Une demande en ce sens effectuée par Hanns Albin Rauteur auprès du Commissaire du Reich Arthur Seyß-Inquart est  en effet restée sans suite, ce dernier craignant que la police de sûreté ne détienne trop de pouvoir.
Wilhelm Harster, commandant de la police de sûreté et du service de sûreté pour les Pays-Bas (Bds) nomme Hellmuth Reinhard à la tête de l'office central pour l'émigration juive à Amsterdam. Après des conflits avec ses supérieurs, il est remplacé par Ferdinand aus der Fünten, qui dirige l'office à dirige à partir de 1942.
Le 28 août 1941, Harster précise les missions de l'office :
« Die Zentralstelle für jüdische Auswanderung Amsterdam ist zuständig für die Durchschleusung von Juden als Vorausmassnahme für die kommende Aussiedlung und die technische Behandlung von Auswanderungs-Anträgen. (Die Erteilung von Ausnahmegenehmigungen zur Auswanderung habe ich mir vorbehalten.) Die Zentralstelle für jüdische Auswanderung Amsterdam wird zur einzigen Befehlsausgabestelle für den Judenrat ausgebaut. Weitere Aufgaben werde ich ihr im Zuge der Entwicklung fallweise übertragen. »
— Harster
        
« L'Office central pour l'émigration juive d'Amsterdam est responsable du transit des Juifs en tant que mesure préliminaire à la déportation à venir et du traitement technique des demandes d'émigration. (Je me suis réservé le droit de délivrer des permis spéciaux pour l'émigration.) Le bureau central de l' émigration juive à Amsterdam est agrandi pour devenir le seul bureau compétent en ce qui concerne la transmission d'ordre au Conseil juif. Je transférerai  à l'office d'autres tâches au cours du développement au cas par cas »
— traduction libre
Après la conférence de Wannsee, où le régime nazi a décidé l'extermination des Juifs d'Europe, Harster détaille ce qui va être entrepris par l'office centrale pour l'émigration juive à Amsterdam afin de préparer ce que le vocable nazi désigne comme la solution finale :
« Der Zentralstelle für jüdische Auswanderung habe ich übertragen:
- 1. Die Steuerung des jüdischen Lebens:

(Befehlsausgabe an den Judenrat, jüdische Organisationen, Schulung, Fürsorge, Arbeitseinsatz, Wochenblatt).
- 2. Die Durchführung der Anordnung über das Auftreten der Juden in der Öffentlichkeit:

(Bestimmung örtlicher und zeitlicher Beschränkungen im einzelnen, Überwachung der Kennzeichnung, Zulassung zu öffentlichen Einrichtungen und Veranstaltungen, Umzugsgenehmigungen).
- 3. Die Vorbereitung der Endlösung:

(Durchschleusung durch die Zentralstelle für jüdische Auswanderung, Umsiedlungsaktionen, Lager Westerbork, Vorbereitung der Aussiedlung »
— Wilhelm Harster
        
« J'ai confié à l'Office central de l'émigration juive [les missions suivantes]:
- 1. Contrôler la vie juive :

(Transfert d'ordres au Conseil juif, organisations juives, formation, aide sociale, affectations de travail, journal hebdomadaire).
- 2. Exécution de la réglementation sur l'apparition des Juifs en public :

(Détermination des restrictions détaillées à appliquer en termes de lieu et d'horaire, suivi du respect des marques de reconnaissance, accès aux équipements et événements publics, permis de déménagement).
- 3. La préparation de la solution finale :

(transit organisé par l'Office centrale pour l'émigration juive, campagnes de réinstallation, camp de Westerbork, préparation à la réinstallation). »
— traduction libre
L'office central fait désormais le lien entre la SS (Sicherheitspolizei et Sicherheitsdienst) et le Conseil juif. L'office devient ainsi un acteur central dans l'organisation de la déportation des Juifs aux Pays-Bas.
Déjà le 5 Le 1er juillet 1942, l'Office central ordonna à 4'000 Juifs de se présenter immédiatement au camp de transit de Westerbork pour un examen médical en vue d'une «affectation de travail en Allemagne». Derrière les euphémismes continuellement employés par l'Office central, l'extermination des Juifs résidant au Pays-Bas est mise en œuvre.

## Structure et personnel

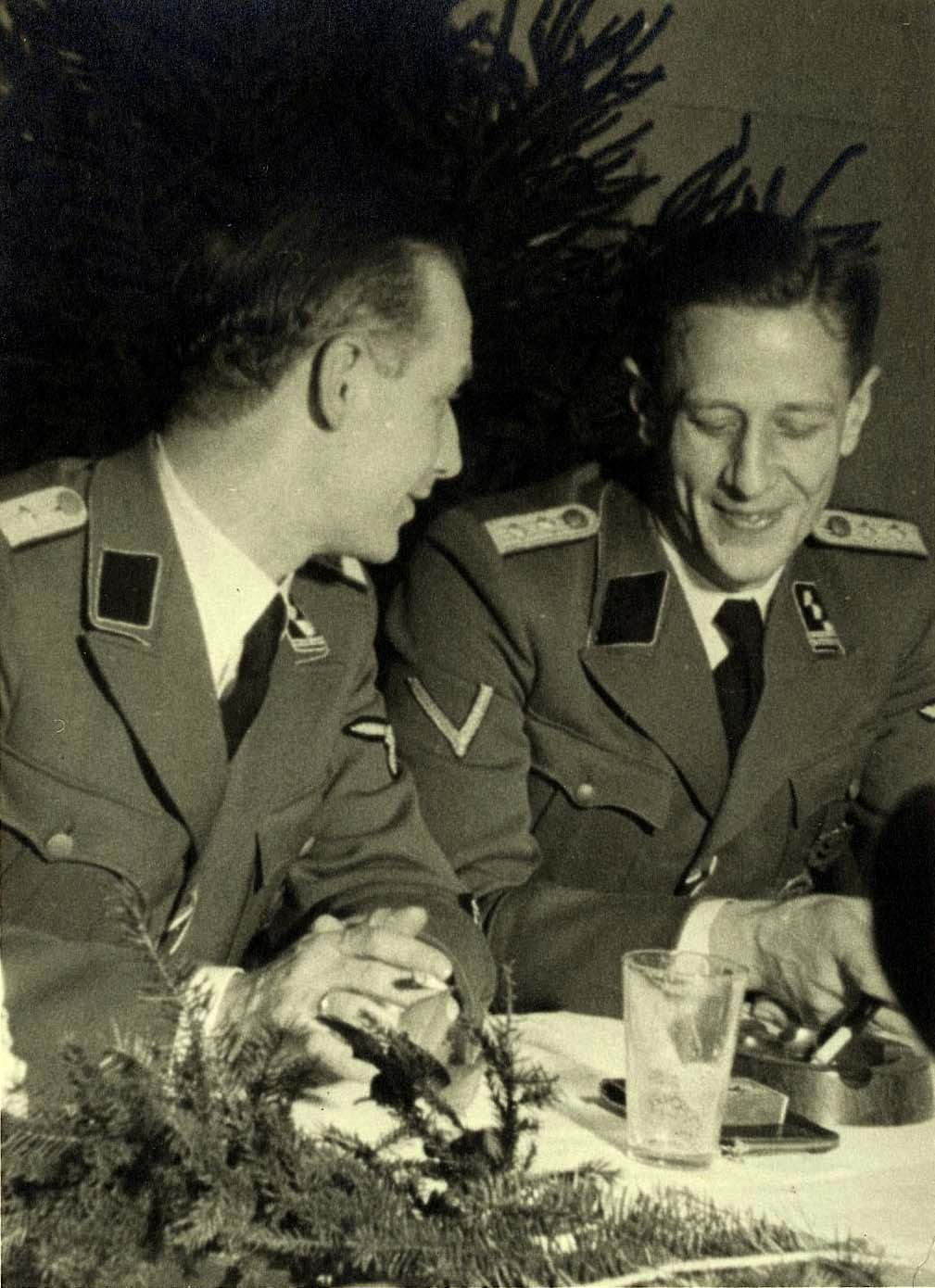
Ferdinand aus der Fünten (à droite) lors d'une fête de Noël dans le camp de transit de Westerbork (décembre 1942)

Les offices centraux pour l'émigration juive de Vienne, de Prague et à Amsterdam étaient tous des succursales de l'Office central du Reich pour l'émigration juive, situé à Berlin. L'office central à Amsterdam est en outre sous la responsabilité de la police de sûreté (sipo) et du service de l'ordre (SD) de la SS.
Après sa création en avril 1941, le bureau central d'Amsterdam ne comptait initialement qu'une douzaine d'employés. Il était dirigé par Klaus Barbie et le SS Unterfuhrer Günter Rahm, puis par le conseiller Reinhardt. À partir de septembre/octobre 1941, l'office est agrandi et sa La supervision incombe désormais au chef de la succursale BdS d'Amsterdam, le SS-Sturmbannfuhrer Willy Lages. Après le remplacement de Reinhardt, Ferdinand aus der Fünten reprend d'abord la gestion de la trésorerie, puis celle de l'administration.
Sous sa direction, environ 100 personnes sont employées à l'office central pour l'émigration juive à Amsterdam. On dénombre ainsi environ douze employés allemands de la police allemande (Ordnungspolizei) qui travaillaient avec des collègues néerlandais dans un département de recherche, environ 20 employés allemands et néerlandais affecté au département du voyage et des autorisations de déplacement ainsi qu'environ 70 employés néerlandais occupés au recensement des biens immobiliers.